# Russell (krater)
För andra betydelser, se Russell.
Russell är en nedslagskrater på planeten Mars. Kratern är namngiven efter den amerikanske astrofysikern Henry Norris Russell.
Kratern har en diameter på ungefär 135 km.